# Дубовик Олександр Семенович
Олександр Семенович Дубовик (29.08.1916 — 1999) — російський вчений в області прикладної оптики та апаратури для високошвидкісної фотографії, кінематографії і для дослідження швидкоплинних процесів, лауреат Сталінської (1953) і Ленінської (1966) премій.
Народився 29 серпня 1916 р. у селищі Цукровий завод в Сумській області.
Закінчив Московський Геодезичний інститут (майбутній МІІГАіК) (1939, перед цим навчався на робітфаку (1932—1933)). До 1946 р. працював на заводі «Геодезія».
З 1946 р. в спецсекторе Інституту хімічної фізики АН СРСР, з 1963 р. в Інституті фізики Землі АН СРСР, учасник радянського ядерного проекту.
У 1970—1975 рр. зав. лабораторії ВНДІ оптико-фізичних вимірювань.
Також з 1965 по 1975 р. вів науково-педагогічну діяльність у Всесоюзному заочному машинобудівному інституті, професор. З 1976 р. по 1986 р. — завідувач кафедри прикладної оптики МІІГАіК, з 1980 р. по 1985 р. — декан факультету оптичного приладобудування.
У МІІГАіК заснував новий науковий напрямок — розробка оптичних систем і приладів для дослідження швидкоплинних процесів методами високошвидкісний фотографії та кінематографії.

## Твори
- Фотографічна реєстрація швидкоплинних процесів [Текст]. — Москва : Наука, 1964. — 466 с., 1 л. іл. : іл.; 21 див. — (Фізико-математична б-ка інженера).
- Фотографічна реєстрація швидкоплинних процесів [Текст]. — 2-е изд., перераб. — Москва : Наука, 1975. — 456 с., 2 л. іл. : іл.; 22 див. — (Фізико-математична б-ка інженерів).
- Фотографічна реєстрація швидкоплинних процесів / Олександр Семенович Дубовик . — 3-е изд., переробл . — М : Наука, 1984 . — 320 с. : іл. — (Фізико-математична бібліотека інженера) . — Бібліогр.: с. 308—320
- Photographic recording of high-speed processes. Aleksandr Semenovich Dubovik. Pergamon, 1968 — Всього сторінок: 496
- Прилади для наукових досліджень : Підруч. посібник / А. С. Дубовик. — М. : МИИГАИК, 1982. — 120 с. : рис.; 21 див.

Доктор технічних наук (1960), професор (1965). Винахідник (55 винаходів), автор 200 друкованих робіт.
Лауреат Сталінської премії (1953), лауреат Ленінської премії (1966) — за роботи в галузі реєстрації швидкоплинних процесів при створенні та випробуваннях ядерної зброї. Заслужений діяч науки і техніки РФ (1993). Почесний працівник вищої професійної освіти Росії.
Нагороджений орденами Леніна і «Знак Пошани», багатьма медалями, в тому числі закордонними.